# Jayuya
Jayuya è una città di Porto Rico situata nella regione centrale dell'isola. L'area comunale confina a nord-est con Ciales, a sud con Orocovis, Juana Díaz e Ponce e a nord-ovest con Utuado. Il comune, che fu fondato nel 1911, oggi conta una popolazione di oltre 15 000 abitanti ed è suddiviso in 19 circoscrizioni (barrios).